# Hearthstone
Hearthstone, originalmente conhecido como Hearthstone: Heroes of Warcraft, é um jogo de cartas estratégico on-line desenvolvido e publicado pela empresa Blizzard Entertainment. É o primeiro jogo da empresa gratuito e também o primeiro a ser lançado para plataformas móveis. Em Hearthstone, jogadores constroem decks de cartas (chamadas "cards" mesmo na versão em português) a partir de heróis que representam dez classes (inicialmente nove) do universo de Warcraft e trocam turnos jogando cards de seus decks personalizados, usando feitiços, armas ou habilidades heroicas.
O desenvolvimento do jogo foi anunciado na feira de jogos electrónicos PAX East em 22 de março de 2013.
A previsão de lançamento era ainda em 2013 para as plataformas Windows e Mac OS X e, posteriormente, para dispositivos iPad, mas o jogo foi lançado mundialmente no dia 11 de março de 2014.
Em 15 de dezembro de 2014 foi lançado para tablets Android, e dia 14 de abril de 2015 para smartphones.

## Histórico
Os fundadores da Blizzard Entertainment são jogadores de cards colecionáveis e adeptos desta modalidade desde quando a empresa era conhecida como Silicon & Synapse. De acordo com a empresa, lançar um jogo estratégico digital foi algo natural e para isso foi criado uma equipe de desenvolvimento pequena para fazer algo diferente dos outros jogos já lançados pela desenvolvedora.
Hearthstone está sendo desenvolvido de forma que seja fácil de assimilar, mas ofereça também profundidade e uma de suas principais inspirações é o jogo Magic: The Gathering, um jogo de cartas colecionáveis (TCG, Trading Card Game) criado por Richard Garfield, no qual os jogadores utilizam um baralho construído de acordo com o seu modo individual de jogo para tentar vencer o adversário.
Contudo, para muitos a experiência com Magic pode ter sido apresentada como um jogo onde o que importa é a estratégia e isso pode afastar muitos jogadores. Com Hearthstone o objetivo é um pouco diferente. Há um visual amigável e personagens que possuem uma história rica por trás.
O jogo conta com muitas expansões que adicionam centenas de cards. Para adquiri-las, basta comprar pacotes e aperfeiçoar suas experiências.

## Jogabilidade
A jogabilidade do Hearthstone é baseada em turnos e limita os movimentos de cada jogador utilizando uma barra de mana, que a cada turno, reinicia e cresce até atingir o dez (10), o máximo de mana que o jogador  pode ter em um turno sem usar nenhum card especial. Os baralhos de cards são construídos pelo jogador e o máximo de cards que cada deck pode ter são trinta cards.

### Classes
Em Hearthstone, antes de construir um baralho, o jogador deve selecionar um das dez classes disponíveis no jogo baseada em diferentes heróis do universo de Warcraft. Cada uma delas possui diferentes características que permitem formas distintas de estratégia na hora de montar um deck, graças a um conjunto exclusivo de cartas. Além disso, as classes dão o jogador acesso ao Poder Heroico, uma habilidade única característica de cada classe, que geralmente custa 2 de mana (apenas o Caçador de Demônios possuí um poder heroico de custo 1) permitindo assim o jogador realizar uma ação no seu turno mesmo que não tenha cartas na mão. As classes são:

Cavaleiro da Morte: A classe mais nova de Hearthstone, adicionado em 2022 na expansão Ascenção do Lich Rei. Essa classe diversificada pode usar poderes de Sangue, Gelo e dos Mortos-Vivos para causar efeitos devastadores. Ela também tem uma mecânica de classe exclusiva e regras para a montagem de decks, em que o jogador deve escolher quais os tipos de cards serão permitidos no deck atual, alocando 3 pontos entre Runas de Sangue, Gelo ou Mortos-Vivos. Quando mais runas for colocada em cada tipo de card, mais fortes são os cards desse tipo permitidos no deck. O poder heroico custa 2 mana e invoca um Morto-Vivo 1/1 com Investida que morre ao final do turno.
Além disso, também possui uma mecânica de Mortos-Vivos que são um custo separado para aumentar o poder de algumas cartas. Ao contrário do Mana que aumenta a cada turno, o número de Mortos-Vivos aumenta sempre que um de seus lacaios for destruído.
Bruxo: Uma classe focada em demônios e muito poder a curto prazo, o Bruxo geralmente paga preços adicionais além do mana para conjurar feitiços e invocar seus lacaios, como causar dano a si mesmo ou descartar cartas aleatoriamente. Seu poder heroico permite pagar 2 pontos de vida para comprar um card. Isso lhe permite uma flexibilidade tanto para baralhos agressivos como focados em controle e combo.
Caçador: Uma classe focada em feras e dano direto, o Caçador favorece estratégias agressivas, combinando segredos (feitiços que se ativam no turno do oponente se este preenche as condições para ativação, no caso do Caçador são armadilhas) com diversas sinergias de lacaios com feitiços de invocação ou dano. Seu poder heroico permite causar 2 de dano diretamente aos pontos de vida do herói inimigo.
Caçador de Demônios: Uma classe recém-adicionada na expansão Cinzas de Terralém, o Caçador de Demônios combina uma força caótica de demônios renegados junto a cards que ativam efeitos extras quando estão na ponta de cada mão do jogador (mecânica conhecida como Exilar). Seu poder heroico, de custo 1 de mana, adiciona 1 de ataque ao seu herói permitindo atacar mesmo sem armas.
Druida: Uma classe versátil, focada em gerar mana mais rápido que seus oponentes, permitindo a colocação de lacaios grandes e difíceis de responder ou lançar feitiços poderosos e de grande impacto para contestar o oponente ou finaliza-lo com algum combo destrutivo. Seu poder heroico adiciona 1 de ataque e 1 de armadura ao herói, demonstrando a versatilidade do druida tanto em atacar como resistir.
Guerreiro: Uma classe tanto defensiva quanto agressiva, dominando o uso de armas e armadura como nenhuma outra, favorecendo tanto estratégias de controle como agressivas, tendo lacaios tanto capazes de defender eficientemente (Provocar) como atacar imediatamente (Investida e/ou Rapidez). Seu poder heroico adiciona 2 de armadura ao herói.
Ladino: Uma classe cheia de truques, com lacaios furtivos, venenos e armas para lidar com os adversários, o Ladino conta com a exclusiva mecânica de Combo que permite ativar um poder extra de um feitiço ou lacaio após o mesmo ser jogado depois de um card anterior.  Estratégias agressivas e combo são mais comuns nesta classe. Seu poder heroico permite equipar o herói com uma arma com 1 de ataque e 2 de durabilidade.
Mago: Uma classe focada em feitiços e poder mágico, o Mago é a classe que os jogadores geralmente começam no jogo, sendo esta a utilizada no tutorial que introduz o jogador em Hearthstone. É uma classe versátil, que favorece a agressão através dos feitiços, o controle por meio de magias destrutivas e segredos mais fortes do que do Caçador ou Ladino, além de combos com lacaios sinérgicos com sua mágica. O poder heroico do mago permite causar 1 de dano em qualquer alvo.
Paladino: Uma classe focada na invocação de lacaios, o Paladino é o guerreiro sagrado que combina cura e dano em justa medida, usando armas sagradas para punir os inimigos da Luz, segredos simples mais eficientes e feitiços de aumento de poder, tornando mesmo os mais fracos lacaios em ameaças difíceis de se confrontar. Seu poder heroico permite invocar um Recruta do Punho de Prata, um lacaio com 1 de ataque e 1 de vida.
Sacerdote: Uma classe baseada em curar, fortalecer lacaios e adivinhar os movimentos do oponente, copiando cartas do deck adversário, o Sacerdote é a classe que caminha entre a Luz e a Sombra, por vezes trocando a cura e fortalecimento de aliados pelo dano e destruição de inimigos, o que privilegia o controle e contestação do campo as vezes com combos e lacaios com pouco ataque mais muita vida. Seu poder heroico permite curar 2 pontos de vida de qualquer personagem.
Xamã: Uma classe versátil, capaz de causar efeitos poderosos ou lacaios aterrorizantes em pouco tempo, ao custo de um turno seguinte enfraquecido (mecânica Sobrecarga que impede o uso de determinada quantidade de mana no turno seguinte), o Xamã é o mestre dos elementos, clamando ao fogo, terra, água e o ar para auxiliá-lo nas batalhas pelo poder dos totens, seu tipo de lacaio exclusivo. Seu poder heroico permite invocar um totem aleatório que terá poder diferentes pelo tipo (Fogo, 1 de ataque e 1 de vida; Ar, 0 de ataque, 2 de vida e aumento de 1 poder de dano mágico; Água 0 de ataque e 2 de vida, cura 1 de vida de lacaios aliados feridos; Terra, 0 de ataque e 2 vida com Provocar).

### Batalhando
Cada herói começa com trinta (30) pontos de vida e três (3) cartas em sua mão, uma moeda é lançada para escolher a ordem de jogo, o último jogador a fazer o primeiro movimento ganha mais uma carta do seu baralho e a carta moeda (com 0 de custo de mana, oferece um cristal de mana cheio no turno que foi lançada). A cada rodada o jogador recebe mais um cristal de mana até atingir o máximo (10). As cartas se dividem em quatro tipos principais:
- Cartas de magia: Lançam feitiços com diferentes ações.
- Cartas de armas: Ao serem utilizadas, o herói recebe uma arma com durabilidade, que diminui a cada ataque e é destruída ao atingir zero (0).
- Cartas de lacaios: Invocam lacaios, monstros que batalharão ao seu lado para destruir o inimigo.
- Cartas de heróis: Substitui a forma atual do seu herói por um herói alternativo, alterando seu retrato, Poder Heroico e suas falas.

## Modos de jogo
Além de aperfeiçoar as habilidades ao praticar contra o computador e ao enfrentar amigos por meio do Battle.net, os jogadores podem desafiar uns aos outros em alguns modos de jogo, sejam eles competitivos ou apenas para se divertir.
- Jogar: Nesse modo, o jogador enfrenta oponentes online para melhorar o seu ranqueamento (medalhas) e completar missões diárias para ganhar recompensas, como dinheiro e pacotes. O jogo balanceia a experiência para garantir que os jogadores se enfrentando sejam do mesmo nível. Existe também a opção "Rankeado", onde os jogadores competem uns com os outros em troca de maior ranking, tendo acesso a recompensas pelo seu desempenho como versos de cards, pacotes e cards dourados.[19]
- Praticar: O jogador pode testar suas habilidades ou seu novo deck contra o próprio computador. Ele também pode liberar todos os outros 8 heróis enfrentando-os contra uma I.A.
- Arena: O jogador monta seu deck com cartas aleatórias e jogará com outros jogadores que também montaram seus decks da mesma forma. Ao atingir a marca de 3 derrotas, o jogador perde a Arena. O limite de vitórias é 12. Custa 150 moedas do jogo e pode ser comprada com dinheiro real. Dá ao jogador muitas recompensas com base no número de vitórias.
- Duelo: É o modo que permite enfrentar pessoas na listagem de amigos.
- Modo de Aventura: O modo aventura originalmente era um modo em que o jogador enfrenta inimigos para desbloquear novas cartas. Os encontros tem diálogos, uma espécie de história. Até 2017, foram lançadas quatro aventuras[20]. O primeiro é chamado de: "A Maldição de Naxxramas", que libera 30 tipos de cartas. É dividido em cinco alas, com cada uma destas sendo comprável por 700 de ouro ou dinheiro real. Cada ala tem 3 oponentes, cada um libera 2 cartas (do mesmo tipo) ao ser derrotado. Existe o modo normal ou difícil. Ao se completar a ala são liberados 2 desafios de classe (1 na última ala). A segunda, é chamada de "Montanha Rocha Negra"; que também tem 5 alas. A terceira é a "Liga dos Exploradores", com 4 alas e que oferece muito mais cartas do que as outras aventuras (cerca de 10 ou mais cartas por ala). A quarta aventura é chamada de: " Uma Noite em Karazhan", com 4 alas. Após 2017, o Modo Aventura passou a incluir desafios com prêmios diversos, como o Trono de Gelo que premiava o jogador com a skin de Arthas para Paladino ou versos de cartas como desafio do Ringue de Rastakhan.[20][21]
- Desafio de Classe: Encontra-se dentro do modo aventura. Após derrotar os inimigos de uma ala, são liberados desafios. Nestes desafios os jogadores usam decks prontos, sem a limitação de 2 cartas de cada tipo. Ao se derrotar o inimigo, são liberadas mais 2 cartas de um mesmo tipo.
- Contenda da Taverna: Todas as semanas, regras diferentes. O jogador pode ir com um deck pronto ou ter que montar seu próprio deck dependendo do conteúdo. É um modo de jogo que dá um pacote na primeira vitória da semana.
- Modo padrão: é o formato no modo Jogar que permite que jogadores se desafiem usando apenas as cards lançadas no Hearthstone mais recentes, com menos de 2 anos desde o lançamento do conjunto.[22] Você jogará o modo Padrão usando um deck construído somente de um conjunto de cartas que foram lançados no ano atual e anterior, junto de uma base central de conjuntos de cartas Básicas e Clássicas (que sempre estarão validas no Padrão). Você será colocado contra outros jogadores que também estão usando decks Padrão.
- Modo Livre: Livre (ou Wild, do inglês Selvagem) é um modo em que jogadores podem usar todos cards de todas as coleções e aventuras, onde tudo pode acontecer. Enquanto o Padrão coloca um holofote luminoso nas cartas recentemente lançadas e traz uma experiência mais equilibrada, com coleções de cards com mais de dois anos sendo removidas do formato, no Livre, todas as cartas são permitidas. É claro, quanto mais e mais cartas são adicionadas com o tempo, mais selvagem e mais imprevisível o Livre fica!

## Pacotes e cartas
Além de ganhar novos cards, os jogadores poderão aumentar sua coleção com novas cartas. Atualmente, estão disponíveis centenas de cartas no jogo, que podem ser adquiridas de diversas maneiras:
- Comprando pacotes: Cada pacote custa 100 moedas do jogo e também pode ser comprado com dinheiro real (aproximadamente 3 reais um pacote). Cada pacote representa uma expansão, sendo que existe o clássico, cujo cards sempre fazem parte do modo padrão, e os demais são das expansões do jogo ("Goblins vs. Gnomos" , "O Grande Torneio", "Sussuros dos Deuses Antigos", "As Gangues de Geringontzan",  "Jornada a Un'Goro" , "Os Cavaleiros do Trono de Gelo", "Kobolds e Catacumbas", "O Bosque das Bruxas", "Projeto Cabum", "O Ringue do Rastakhan" ,"A Ascensão das Sombras", "Salvadores de Uldum", "Despontar dos Dragões", "Cinzas de Terralém" e "Universidade de Scolomântia".)[20] No pacote podem vir cartas comuns, raras, épicas e lendárias. É garantido pelo menos uma carta rara, enquanto as épicas e lendárias são mais difíceis de se adquirir. Podem vir também cartas douradas, que adicionam uma animação à carta.
- Ganhando pacotes: O jogador pode ganhar pacotes na Arena, na Contenda da Taverna e também ao completar missões que oferecem pacotes como recompensas. Só oferecem pacotes da coleção básica, com exceção de raras tavernas que oferecem pacotes da expansão mais recente.
- Final do mês: Dependendo do "Rank" que o jogador chegar no final do mês (Modo Ranqueado), este pode conseguir cartas douradas, verso do card da temporada e pó arcano.
- Desencantando cartas: O jogador pode destruir cartas para conseguir "Pó Arcano", para construir outras cartas. Cartas douradas e lendárias dão mais pó.

## Crítica e crescimento do jogo
Hearthstone: Heroes of Warcraft recebeu "aclamação universal" no iOS e reviews geralmente favoráveis no PC, de acordo com o Metacritic. O jogo foi elogiado por sua simplicidade, ritmo de jogo e atenção aos detalhes, além de ser livre para jogar, enquanto a falta de troca de cartão real entre os jogadores e qualquer forma de modo de torneio foram apontados como as principais deficiências. 
O Eurogamer deu ao jogo a pontuação perfeita de 10 e comentou que o jogo está "transbordando de caráter e imaginação, alimenta-se e alimenta uma vibrante comunidade de jogadores e artistas, e só está para melhorar, pois a Blizzard apresenta novos recursos, uma versão para iPad e Expansões".
A IGN e o Game Informer deram ao jogo uma nota um pouco inferior de 9/10, com Justin Davis da IGN elogiando o jogo por sua “simplicidade elegante de regras” e “atenção impressionante ao detalhes”. O GameSpot deu ao jogo uma pontuação de 8/10, elogiando o jogo por sua profundidade e complexidade. A única grande desvantagem observada foi a "ausência de recursos extras prejudica o apelo a longo prazo".
As expansões posteriores foram bem recebidas pela comunidade e pela crítica. O Game informer classificou a expansão “Maldição de Naxxramas” com uma nota de 9/10, afirmado que “o Naxxramas é uma excelente adição ao jogo e uma opção de explorar o potencial de adição de conteúdo Single Player ao jogo […]”. 
O PC Gamer descobriu que a expansão “Maldição de Naxxramas é uma necessidade divertidamente refrescante para o jogo da Blizzard”, porém as próximas expansões do jogo precisarão ser mais consideráveis, dando uma nota de 78/100. 
A recepção para “Goblins contra Gnomos” também foi positiva. O Game Informer escreveu que “a primeira expansão para Hearthstone é um grande passo em um jogo que já é acessível e divertido”, atribuindo uma nota de 9,25/10. 
O Eurogamer deu uma nota de 8/10, escrevendo que “o que quer que aconteça com o Hearthstone no futuro, a nova expansão deixou um pouco a desejar, melhorando uns decks que não precisavam de ajuda […]”. 

### Vendas e base de jogadores
Em setembro de 2014, haviam mais de 20 milhões de contas registradas no jogo. Em janeiro de 2015, já haviam mais de 25 milhões de contas e em 6 de maio do mesmo ano, a Activision Blizzard anunciou que o Hearthstone e Destiny geraram quase um bilhão de dólares em receita para a empresa.
A partir de junho de 2015, os jogadores ativos representam cerca de oito milhões de jogadores no PC e nove milhões de jogadores em dispositivos móveis. 
Em abril de 2016, a Blizzard divulgou um relatório com mais de 50 milhões de jogadores únicos do Hearthstone; anteriormente a empresa já havia divulgado 30 milhões de jogadores em maio de 2015 e 40 milhões em novembro do mesmo ano. 
De acordo com a pesquisa de mercado feita pela Superdata, a partir de junho de 2015, o Hearthstone fatura cerca de US$20 milhões por mês. 
O Hearthstone provou ser um jogo muito popular entre os usuários pelo serviço Twitch.tv, desbancando o jogo Dota 2, para se tornarem o terceiro jogo mais visto na plataforma em setembro de 2015 e permanecer entre os 5 mais assistidos em abril de 2016. 

### Premiações
O Hearthstone foi premiado pela Forbes como o melhor cardgame de 2013. No The Game Awards de 2014, o Hearthstone foi premiado como o melhor jogo para dispositivos móveis. 
Em dezembro de 2014, o GameSpot premiou o Hearthstone como jogo para dispositivos móveis do ano. O GameTrailers concedeu o prêmio de jogo multiplayer do ano e o melhor “jogo geral” de 2014. 
No DICE Awards 2014, o Hearthstone foi premiado como jogo para dispositivo móveis do ano e jogo de estratégia/simulação do ano.
Nos prêmios BAFTA de 2014, ganhou como o melhor jogo multiplayer. No prêmio NAVGTR de 2014, ganhou o prêmio de jogo de estratégia (Dan Elggren). 